# Буди (Гайсинський район)
Бу́ди — село в Україні, у Тростянецькій селищній громаді Гайсинського району Вінницької області. Орган місцевого самоврядування — Тростянецька селищна рада. До 2020 року — центр Будівської сільської ради. Населення становить 1174 особи (2024).

## Географія
Село Буди розташоване на південний схід від обласного центру — м. Вінниці. Буди знаходиться між смт Тростянець і с. Ободівка на шосейній дорозі, яка сполучає м. Вінницю з м. Бершадь. Село розкинулось на обох схилах неглибокої балки, яка тягнеться, як і більшість балок Поділля, з північного заходу на південний схід.

## Історія
400 років тому весь простір, де тепер знаходиться селище, займав суцільний ліс, у якому на березі річки Берладинка, де нині знаходиться велике село Ободівка, функціонував обозний завод, що виготовляв обіддя для коліс возів. З часом, протягом десятків років існування заводу, дерева ясена в околицях були вирубані. Після цього лісоруби почали заготовляти ясенову деревину на північ від заводу, на схилах балки, де тепер розташоване село Буди.
Щоб не ходити щодня на роботу з Ободівки, частина лісорубів побудували в балці біля струмка кілька будок. Біля цих тимчасових жител лісорубів, поступово виникло селище, в якому почали постійно жити десятки селян — лісорубів і пастухів. Це поселення спочатку носило назву «Будки». Через багато років кількість селянських хат збільшилася, і невеличкий населений пункт Будки перетворився на село Буди.
Отже, село Буди виникло не пізніше як 350 років тому.
У зв'язку з цим можна навести ще й такий приклад. У 1927 році, під час земляних робіт із розширення дороги з Тростянця в Ободівку, яка проходить через центр села Буд, було відкопано могилу, у якій знайдено 12 людських кістяків, глиняний посуд та монети. Вчені з Вінниці, які приїжджали оглянути знахідки, встановили, що це поховання було зроблено приблизно 300 років тому.
До 1917 року із 1960 га рівної землі, яка була в селі, 1250 га належало поміщикові. Більша половина селян були малоземельні, або зовсім безземельні й без робочої худоби. Селяни-бідняки наймитували в поміщика Собанського.
До 1897 року в одній кімнаті найнятої селянської хати один вчитель і піп навчали біля двох десятків дітей заможних селян. До Жовтневої революції в Будянській приходській школі в трьох групах навчалося разом 30-40 учнів, з якими одночасно працював один вчитель та піп, який вчив дітей закону божого. Школа була погано обладнана. На незграбних кустарного виробництва довгих партах сиділо 5-6 учнів. Підручників не вистачало.
У 1922 році створено сільську раду. Першим головою сільської ради був Ільницький Василь. У 1930 році 30 господарств об'єднано в колгосп, який був названий в честь Т. Шевченка. Першим головою колгоспу обраний комсомолець Козаченко Олексій.
Під час організованого радянською владою Голодомору 1932—1933 років помер щонайменше 301 житель села.
Держава мусила надавати колгоспу насіневу позику. У 1933 році урожайність підвищилася. Колгосп розрахувався з державою, придбав молотарку МК-1700 і двигун. У 1934 році в селі організувався другий колгосп імені Любченка, який об'єднав решту 150 господарств. Першим головою був Килівник Трохим. Обидва колгоспи вже одержували машини від держави через МТС. В обох колгоспах розпочалося будівництво тваринницьких приміщень. З розповіді 80-річного колгоспника Книша П. Д. і Шкарпітного А. М.: було створено молочні ферми і свиноферми.
На 1941 рік колгоспи мали до 75 кг свиней, 150—200 голів великої рогатої худоби, пасіку з 380 вуликами, 100 овець, була птахоферма на 3000 курей. Колгоспи мали дві вантажні машини. Підвищилася врожайність сільськогосподарських культур.
Велика кількість юнаків і дівчат після закінчення семирічної школи навчалася в середніх навчальних закладах і у вишах.
14 березня 1944 року село Буди було звільнено радянськими військами. Зруйновані господарства обох колгоспів були об'єднані в один колгосп імені Шевченка. Головою колгоспу став Підгірський Петро Пилипович. Не вистачало тракторів та інших сільськогосподарських машин, було мало робочої худоби. Урожайність основних сільськогосподарських культур була низькою. Згодом поповнився тракторний парк. Корінного перелому в підвищенні врожайності сільськогосподарських культур та продуктивності тваринництва колгосп досяг, особливо починаючи з 1954—1955 років. Почали збирати по 15—18 ц зернових з 1 га, цукрових буряків по 160—200 ц, кукурудзи в зерні по 25 ц з га і більше. Було побудовано кам'яні будівлі: корівник на 120 голів, свинарник на 300 голів, склад.
У 1960 році колгосп реорганізовано у відділення радгоспу імені Шевченка. У 1978 році відділення збирало врожай зернових з 1 га: 38 ц гороху, 58 ц пшениці, 60 ц кукурудзи, 350 ц буряків, 18 ц цукрового насіння. Було побудовано три корівники на 500 голів, три телятники на 600 голів, відгодівельний свиномайданчик на 300 голів, два кормоцехи. На той час у відділенні радгоспу було: 400 корів, 800 голів молодняку, 560 свиней, 140 бджолосімей. Річний надій на фуражну корову становив 3100 кг. Відділення радгоспу мало 20 тракторів і 10 комбайнів. За роки Радянської влади село виросло і в культурному відношенні. До Жовтневої революції більшість дітей шкільного віку не мали змоги здобути навіть початкову освіту. А Тростянецьке двокласне училище закінчили лише двоє осіб. У перші десятиріччя радянської влади Комітет незаможних селян провів велику роботу з ліквідації неграмотності дорослого населення та підлітків.
Будянська початкова школа була розширена, і навчанням було охоплено всіх дітей шкільного віку. З 1933 року школа стала семирічною, а пізніше восьмирічною. Зараз у Будянській школі працюють 22 вчителі, навчається 180 учнів. З 1925 року в селі була організована хата-читальня (в дяковій хаті), якою завідував комсомолець Новотарський. При хаті-читальні діяв невеликий радіовузол, який обслуговував 30 хат.
У 1932 році за рішенням загальних зборів села була закрита церква, приміщення якої використовували під зерносховище, а потім перебудували на сільський клуб.
З 1961 року село повністю електрифіковане і радіофіковане. Раніше в сільському клубі діяла стаціонарна кіноустановка, яка щотижня давала 4 сеанси, окрім дитячих.
12 червня 2020 року, відповідно до розпорядження Кабінету Міністрів України № 707-р «Про визначення адміністративних центрів та затвердження територій територіальних громад Вінницької області», село увійшло до складу Тростянецької селищної громади.
19 липня 2020 року, в результаті адміністративно-територіальної реформи і ліквідації Тростянецького району, село увійшло до складу Гайсинського району.

## Населення

### Мова
Розподіл населення за рідною мовою за даними перепису 2001 року:
| Мова            | Кількість | Відсоток |
| --------------- | --------- | -------- |
| українська      | 1269      | 98.37 %  |
| російська       | 20        | 1.55 %   |
| інші/не вказали | 1         | 0.08 %   |
| Усього          | 1290      | 100 %    |

## Сьогодення
Нині в селі є промтоварні та продуктові магазини, фельдшерсько-акушерський пункт, дитячий садок, селищна рада, пошта, двоповерхова школа та клуб. Також у селі є пам'ятник невідомому солдату, який віддав своє життя, захищаючи наше село.